# AMOLED

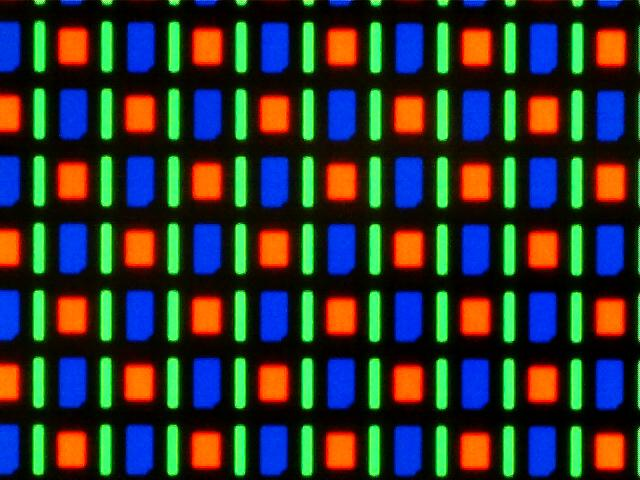
Mikroskopowe zdjęcie wyświetlacza AMOLED z matrycą PenTile w smartfonie Nexus One firmowanym przez Google.

AMOLED (ang. Active-Matrix Organic Light-Emitting Diode lub Advance Matrix OLED) – ulepszona wersja diod OLED. Nie grubszy niż 1 mm wyświetlacz oferujący dobrą jakość obrazu i niewymagający podświetlania.
Głównym przeznaczeniem tych ekranów jest ich montaż w urządzeniach przenośnych takich jak:
- telefony komórkowe – np. Samsung SPH-W2400, LG SH150A;
- smartfony – np. Google Pixel (HTC), Nokia E7, Nokia N8, Nokia C7, HTC Desire, Samsung Galaxy S3/Mini,
- tablety – np. Samsung Galaxy Tab S;
- odtwarzacze multimedialne – np. Pentagram EON Slide-R;
- smartwatche – np. ASUS ZenWatch
- smartbandy.